# Caucus presidenciales republicanos de Nuevo Hampshire de 2024
Los caucus presidenciales republicanos de Nuevo Hampshire de 2024 se celebraron el 23 de enero de 2024, como parte de las primarias del Partido Republicano para las elecciones presidenciales de 2024.
Se asignaron 22 delegados a la Convención Nacional Republicana de 2024 de forma proporcional.
Después de que la mayoría de las urnas cerraron a las 8:00 p. m., los principales medios de comunicación comenzaron a proyectar una victoria de Trump. Hasta el miércoles 24 de enero por la mañana, con el 95% de los votos, The New York Times informaba de una ventaja de once puntos y medio para Trump, lo que equivale a una ventaja de poco más de 35.000 votos.
Trump se convirtió en el primer candidato republicano no titular en la historia de Estados Unidos en ganar tanto los caucus de Iowa como las primarias de Nuevo Hampshire en el mismo ciclo electoral.

## Procedimiento
Los delegados se asignan proporcionalmente a los candidatos que recibieron al menos el 10% de los votos en todo el estado.

## Resultados
| Candidato                 | Votos   | %     | Delegados |
| ------------------------- | ------- | ----- | --------- |
| Donald Trump              | 176,391 | 54,38 | 13        |
| Nikki Haley               | 140,491 | 43,28 | 9         |
| Otros                     | 3,954   | 1,22  | -         |
| Ron DeSantis (retirado)   | 2,241   | 0,69  | -         |
| Chris Christie (retirado) | 1,493   | 0,46  | -         |
|                           |         |       |           |
| Total                     | 324,575 | 100   | 22        |
|                           |         |       |           |
| Fuente:                   |         |       |           |

| Predecesora: Iowa (15 de enero) | Primarias Republicanas de 2024 23 de enero de 2024 | Sucesora: Nevada (8 de febrero) |